# El-Molle-Kultur
Die El-Molle-Kultur war eine südamerikanische archäologische Kultur aus den Quertälern von Norte Chico, die vor allem für ihre Keramik bekannt war. Die Kultur existierte von 300 bis 700 n. Chr. und wurde später in Chile durch die Las-Ánimas-Kultur ersetzt, die sich zwischen 800 und 1000 n. Chr. entwickelte. Diese letzte Kultur wich dann der historischen Diaguita-Kultur, der die Spanier im 16. Jahrhundert begegneten. Die El-Molle-Kultur existierte lange Zeit neben der Las-Ánimas-Kultur. Es ist möglich, dass die Las-Ánimas-Kultur die Kupfermetallurgie von El Molle gelernt hat.
Im Jahr 1954 postulierte Grete Mostny die Idee einer Verbindung zwischen Mapuches aus Süd-Zentral-Chile und der El-Molle-Kultur. Die Mapuche-Pitrén-Keramik ist etwas älter als die Keramik von El Molle, mit der sie verschiedene Gemeinsamkeiten aufweist. Verschiedene Archäologen, darunter Grete Mostny, sind der Ansicht, dass die El-Molle-Kultur wiederum mit Kulturen des argentinischen Nordwestens, hauptsächlich Candelaria, verwandt ist, die wiederum mit nördlicheren „Tropischer Dschungel“-Kulturen verwandt sein sollen. Tembetás, Unterlippenpiercings, die normalerweise mit indigenen Kulturen Brasiliens in Verbindung gebracht werden, wurden in Zentralchile gefunden, wobei einige Wissenschaftler unterschiedlicher Meinung sind, ob diese Elemente das Ergebnis von Migrationen oder Nicht-Migrationskontakten mit dem argentinischen Nordwesten sind.